# Sadov
Sadov (deutsch Sodau) ist eine Gemeinde in Tschechien. Sie liegt fünf Kilometer nördlich von Karlovy Vary und gehört zum Okres Karlovy Vary.

## Geographie
Sadov befindet sich im Falkenauer Becken im Tal des Baches Sadovský potok. Nördlich erhebt sich der Hügel Sadovský vrch (497 m). Im Westen liegt ein größerer Kaolintagebau. Sadov liegt an der Eisenbahnstrecke Dalovice–Merklín und hat mit "Sadov" und "Sadov-Podlesí" zwei Bahnstationen. Die Bahnstrecke Chomutov–Cheb durchquert das Dorf ohne Halt und führt auf einer Brücke über den Sadovský potok.
Nachbarorte sind Liščí Díra im Norden, Hájek im Nordosten, Nová Víska und Lesov im Osten, Vysoká und Nová Hospoda im Südosten, Dalovice im Süden, Otovice im Südwesten, Březinka, Kocourek und Podlesí im Westen sowie Velký Rybník im Nordwesten.

## Geschichte
Die erste schriftliche Erwähnung des Dorfes Sadov stammt aus dem Jahre 1523. Älter ist der Ortsteil Bor, der sich seit 1342 nachweisen lässt.
Nach der Aufhebung der Patrimonialherrschaften bildete Sodau ab 1850 eine politische Gemeinde im Bezirk Karlsbad. In der Zweiten Hälfte des 19. Jahrhunderts begann der Abbau der Kaolinlagerstätte bei Sodau durch die Zettlitzer Kaolinwerke. Daneben existierten mit den Zechen „Leopold“ und „Frisch Glück“ auch zwei Braunkohlengruben. Mit der 1902 eingeweihten Lokalbahn Karlsbad–(Dallwitz)–Merkelsgrün erhielt das Dorf einen Bahnhalt. Zwischen 1872 und 1913 war Sodau ein Ortsteil der Gemeinde Halmgrün, danach entstand die politische Gemeinde Sodau wieder. 1930 wurden Großenteich und Halmgrün nach Sodau eingemeindet. Die Gemeinde hatte einschließlich der Ortsteile 1155 Einwohner, von denen 92 % Deutsche waren.
Infolge des Münchner Abkommens wurde die Gemeinde 1938 dem Deutschen Reich angeschlossen. 1939 lebten in der Gemeinde 989 Menschen. Bis 1945 war Sodau Teil des deutschen Landkreises Karlsbad und kam nach dem Ende des Zweiten Weltkrieges zur Tschechoslowakei zurück.
Von 1946 bis 1960 gehörte die Gemeinde, die 1948 in Sadov umbenannt wurde, zum Okres Karlovy Vary-okolí und seit 1961 wieder zum Okres Karlovy Vary. 1950 erfolgte die Eingemeindung von Lesov, 1976 kam auch Bor mit Stráň hinzu.
Die Katasterfläche des Kernortes Sadov beträgt 171 ha. In den 76 Häusern waren bei der Volkszählung von 2001 370 Einwohner gemeldet.

## Gemeindegliederung
Die Gemeinde Sadov besteht aus den Ortsteilen Bor (Haid), Lesov (Lessau), Podlesí (Halmgrün), Sadov (Sodau) und Stráň (Elm), die zugleich auch Katastralbezirke bilden. Grundsiedlungseinheiten sind Bor, Konkordie, Lesov, Na Rejdě, Podlesí, Sadov I, Sadov II, Stráň und U konkordie. Zu Sadov gehören außerdem die Ansiedlungen Liščí Díra (Fuchsloch) und Vitický Dvůr (Widitzhof).

## Sehenswürdigkeiten
- Pfarrkirche Maria Magdalena in Bor, der einschiffige gotische Bau entstand 1342
- Pestsäule in Bor, errichtet 1829
- Kapelle in Lesov, erbaut 1835
- Kapelle in Sadov, den Barockbau mit Zwiebeltürmchen ließ 1788 der Häusler Andreas Funk errichten
- Egerer Lade in Podlesí aus dem Jahre 1726, mit Abbildungen von Kirchen und Schlössern der Egerlandes